# Telma (Zeitschrift)
Telma (aus dem Altgriechischen telma, ‚Sumpf‘) ist eine Fachzeitschrift der Deutschen Gesellschaft für Moor- und Torfkunde (DGMT) e. V. Seit 1971 veröffentlicht Telma jährlich Berichte der DGMT.
In der jährlich erscheinenden Fachzeitschrift werden wissenschaftliche und technische Fachpublikationen veröffentlicht und Berichte über Tagungen und Exkursionen sowie Buchbesprechungen. Die im deutschsprachigen Raum publizierte Moor- und Torfliteratur wird dokumentiert.